# Марушевська Юлія Леонідівна
Юлія Марушевська (2 жовтня 1989 с Щербані Миколаївської області) — українська громадська та політична діячка.

## Життєпис
Народилася 2 жовтня 1989 року в селі Щербані Вознесенського району Миколаївської області УРСР, багато часу в дитинстві провела в селі Садове Татарбунарського району, що на Одещині, звідки походить її родина.
У 2012 році закінчила КНУ ім. Шевченка, спеціальність — українська мова та література, німецька мова, кваліфікація — магістр з української мови та літератури, філолог-дослідник, викладач вищого навчального закладу з української мови та літератури, німецької мови, науковий редактор.
У липні-серпні 2014 року — учасниця літньої програми Українського наукового інституту Гарвардського університету.
З січня по квітень 2015 року як запрошена дослідниця вивчала в Стенфорді політичні науки, зокрема, процеси реформування та державотворення.
Колишня аспірантка Інституту філології КНУ ім. Шевченка (дисертацію не написала і була відрахована).

Неодружена. У 2008-2017 роках була у шлюбі з Маркіяном Процівим, комерційним директором телеканалу «24».

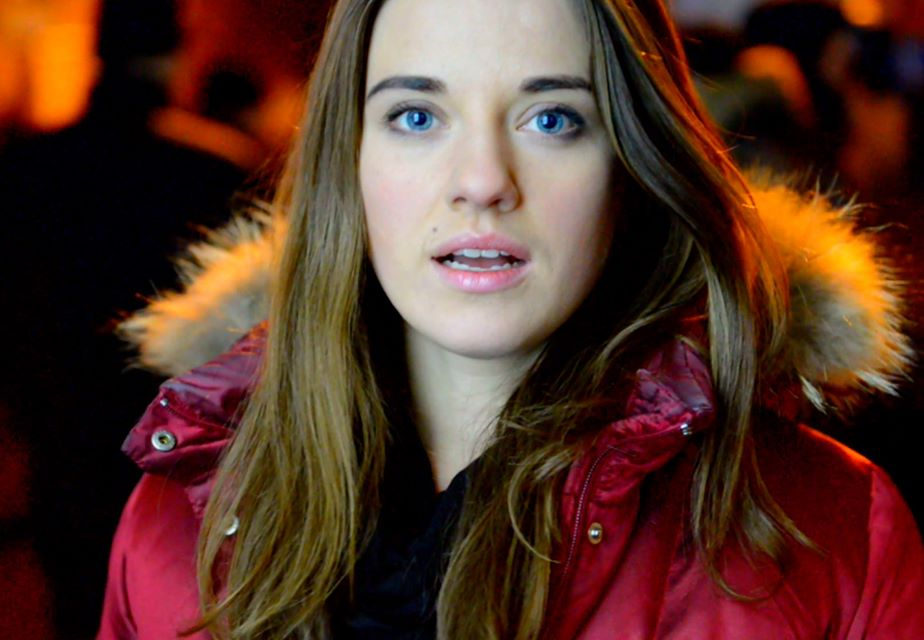
Скриншот відео "I am a Ukrainian" 2014 року

### Участь у Революції Гідності
Як активістка Євромайдану Юлія Марушевська стала відома завдяки англомовному відеозверненню «I Am a Ukrainian» із поясненням причин, які вивели людей на вулиці, та закликом про допомогу у боротьбі з владою, яка переслідує і вбиває мирних людей. 
Відео стало вірусним — зібрало понад 8 млн переглядів на YouTube, завдяки чому Марушевська стала для світу одним з найвідоміших облич української революції. Воно було зняте англійським фотографом Ґрегемом Мітчелом (Graham Mitchell), а опубліковане — Беном Мозесом, продюсером фільму «Доброго ранку, В'єтнаме». Потому Марушевська виступала з численними інтерв'ю у провідних світових ЗМІ та їздила по світу з промовами на підтримку демократичних перетворень в Україні.

### Постмайданна діяльність
З 2015 року Юлія Марушевська входила до команди голови Одеської області Міхеїла Саакашвілі. З червня по вересень очолювала Агентство інвестицій та розвитку Одеської ОДА.
Від 10 липня 2015 року виконувала обов'язки заступниці голови Одеської ОДА, а з 9 вересня 2015 року призначена на цю посаду.
У жовтні 2015 року президент Петро Порошенко призначив Юлію Марушевську керівницею одеської митниці.
14 листопада 2016 року написала заяву про звільнення з посади керівниці одеської митниці. 17 листопада голова Державної фіскальної служби України Роман Насіров звільнив Юлію Марушевську.
У 2019-2020 роках Юлія Марушевська була членом і співголовою Незалежної антикорупційної комісії, членом команди Transparency International Defense & Security Programme. 

### Після повномасштабного вторгнення
З 2023 року — голова Офісу підтримки змін Міністерства оборони України. Цей консультативно-дорадчий орган формує проєктні команди, розробляє та адвокує нормативну базу, інтегрує зміни в систему оборони.  
Першим завданням Офісу підтримки змін МОУ став запуск закупівельної агенції Державний оператор тилу. Підготовка та адвокація цієї реформи тривала 10 місяців. За перший рік своєї роботи ДОТ зекономив державному бюджету 16,3 млрд грн на закупівлях одягу, амуніції, пально-мастильних матеріалів та харчів для Збройних сил України.  
11 жовтня 2024 року Юлію Марушевську було призначено до наглядової ради "Державного оператора тилу".
У березні 2025 року Українська правда відзначила Юлію Марушевську премією "УП 100. Сила жінок" разом зі ще 13 лідерками у категорії "Політика та державне управління". 